# Sejte

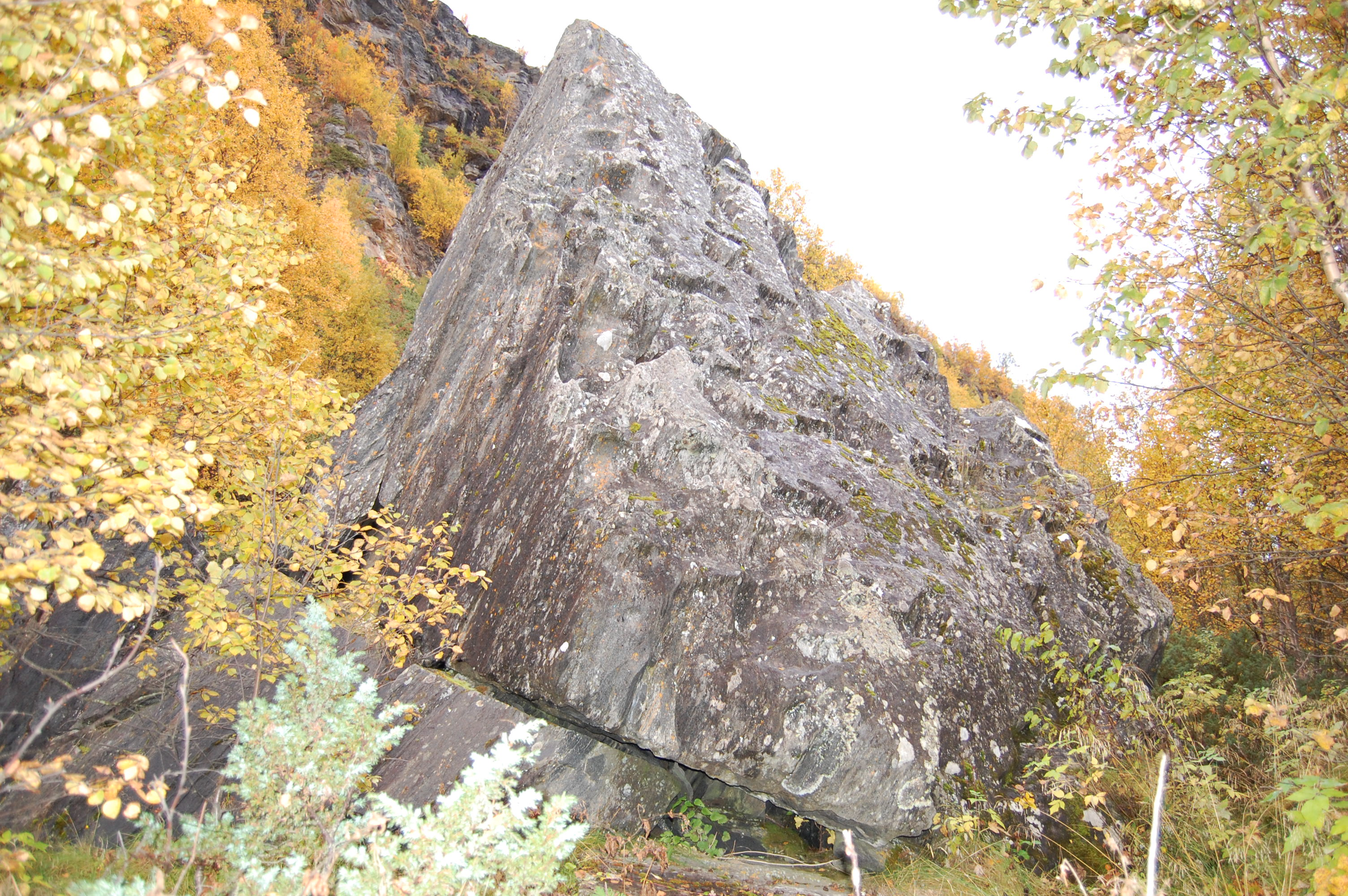
Stabben: en sejte i Balsfjord kommun

Sejte, även seite från nordsamiskans sieidi, är hos samer ett kultobjekt, vanligen en sten med ovanlig form. Sejtar fanns ute i naturen på bestämda heliga platser, exempelvis vid sjö- eller älvstränder eller uppe på fjället. Ordet sejte har även kommit att användas om heliga klippor eller träfigurer som genomgått viss bearbetning. Sejten var en symbol för den gudomliga makt som härskade över de naturresurser som människan behövde för sin överlevnad.

## Historik
Tysken Jakob Ziegler beskrev i sin bok om Skandinavien år 1532 hur samer hade "stenstoder, uppresta på bergen" till "gudar". Sejtar kallades också för storjunkare. Enligt en uppgift från en lappmarkspräst på 1600-talet skulle denna beteckning ha norskt ursprung och härstamma från det faktum att norrmännen kallade sina landshövdingar för "junkare" (junker). Enligt denna källa kallade samerna sina gudar "storjunkare" eftersom de ansåg dem vara Guds tjänare eller representanter.
Samerna visade stor respekt för sina sejtar. De tog av sig mössan inför dem, bugade sig och närmande sig dem krypande på händer och fötter. De offrade renar till dem och smorde dem ibland med blod eller fett för att få lyckosam jakt eller fiskfångst även i framtiden och välgång för sina renhjordar. En känd offerplats hette Trommeskaret (Goavddesgurra). Den ligger vid Storfossen Camping.
Så sent som på 1870-talet rapporterades det att samer smorde stensejtar i Arjeplog efter rikligt fiskafänge, och vid samma tid berättades det i Gällivare socken om en same som, när fiskelyckan varit god, brukade avtacka sin storjunkare med att sticka snus i munnen på honom.
Om gudarna inte gav de önskade resultaten, trots offer och dyrkan, kunde det dock hända att samen tog tillbaka sina gåvor, särskilt de värdefulla renhornen, och uppsökte en mer generös storjunkare. Snåla sejtar kunde också angripas med hot och förolämpande sånger, och missnöjda samer kunde misshandla dem med hugg, slag eller till och med slå sönder dem. Från början av 1700-talet berättas det om en same i Lule lappmark som flitigt offrade och bad till en sejte i skogen i hopp om att den skulle stoppa den pågående renpesten. Enligt berättelsen om denna händelse, som skrevs ned en mansålder senare, gav samen då sejten en viss tidsfrist för att få stopp på sjukdomen. Men tidsfristen löpte ut utan någon förbättring av rendöden:
| ” | Lappmannen lät fördenskull sitt gjorda slut gå i verkställighet medelst en stor stockelds görande ikring och ovanpå avguden, vilken så mycket förr blev fördärvad, som hela byalaget i många tider densamma med åtskilliga feta saker smort. | „ |

På somliga berg fanns två, tre eller flera sejtar, vilka då kallades "den förste storjunkare, den andre hans Acke eller gumma, den tredje son eller dotter och sedan de övriga stenarna tjänare eller tjänarinna", uppger en prästman från 1600-talet 
På sydsamiska varierar benämningen mellan viero-gierkie (offersten), viero-moere (offerträ), sjiele-gierkie (gåvosten) och sjiele-moere (gåvoträ).